# 机动战士GUNDAM SEED系列舰船及其他兵器列表
机动战士高达 SEED系列舰船及其他兵器列表，主要内容为日本动画作品《机动战士GUNDAM SEED》、《机动战士GUNDAM SEED DESTINY》、《机动战士GUNDAM SEED C.E.73 STARGAZER》、《機動戰士GUNDAM SEED FREEDOM》及附属作品所构成的宇宙纪元中登场的除机动兵器（机动战士、机动装甲）外的其他武器。

## 地球联合军

### 宇宙舰艇
- 马赛三世级（Marseille III CLASS）

是地球联合军使用的一款旧式运输舰，并未配备任何武装。在《SEED》第1话登场的该级舰艇伪装成民用船只运送G兵器的候补驾驶员，但在之后的扎夫特抢夺计划中被毁
- 荷姆（HOME）

《SEED ASTRAY》开始时，罗·裘尔一行人的母舰。也是通过马赛三世级改造而来的，在原有的基础上，荷姆加装了8个机械臂拥有打捞作业，同时也配备了一个弹射器，可以在紧急情况下向敌人投掷物品。
- 德雷克级（Drake CLASS）

全长130米的宇宙护卫舰。名称来源自英国航海家法蘭西斯·德瑞克。主要担任阿伽门农级的护卫任务，因此只配备了一些轻量级武装用于支援作战，如3門75mm火神炮、4個十二連裝小型飛彈莢艙和6門鱼雷发射器等，装甲薄弱，标准尺寸的光束步枪攻击能够轻易将其击毁。早期型和後期型最大的差異在於該艦的兩側的線性彈射器（基於MS的實用化而進行改良導入的）。
德雷克级最初并不具备部署MS的能力，但当第一次联合-P.L.A.N.T.战争結束后，该型舰也被加以改造，加装了两座線性彈射器和增设格纳库，但是因为其体积的限制，最多可容纳4架MS。同时可以在舰首位置加装阳电子反射器，以提升该型舰在大型舰队战时的防御能力，武裝方面則由於加装阳电子反射器的問題而把舰首位置的75mm火神砲給拆去了。但即使这样，在第二次联合-P.L.A.N.T.战争时，该型舰的作战能力依旧较弱。在第二次联合-P.L.A.N.T.战争之後其武器裝備進行了大幅更換，配備了線性加農砲、高射砲和飛彈。
- 伯纳德号（Bernard）

地球联合军第8机动舰队所属。在赫利奥波利斯崩溃后，是前去给大天使号护卫和补给的先遣舰队中的一艘。被神盾鋼彈击沉。名称来源自英国将领伯纳德·劳·蒙哥马利。（先遣队中另两艘的名称同样来自伯纳德·劳·蒙哥马利）
- 罗尔号（Law）

地球联合军第8机动舰队所属。在赫利奥波利斯崩溃后，是前去给大天使号护卫和补给的先遣舰队中的一艘。名称来源自英国将领伯纳德·劳·蒙哥马利。（先遣队中另两艘的名称同样来自伯纳德·劳·蒙哥马利）
- 塞琉古号（Seleukos）

地球联合军第8机动舰队所属。低轨道会战时，被神盾鋼彈摧毁了舰载武器，无法战斗。撤退时与卡山德号一起被克鲁泽队的舰炮击沉。
- 安蒂格诺号（Antigonos）

地球联合军第8机动舰队所属。低轨道会战时被暴风鋼彈击沉。
- 贝尔格拉诺号（Belgrano）

地球联合军第8机动舰队所属。低轨道会战时沉没。
- 名称不明舰只

《SEED ASTRAY R》第4卷登场
- 纳尔逊级（Nelson CLASS）

全长250米的宇宙战舰。名称来源自英国海军将领霍雷肖·纳尔逊。与注重MA运用能力的阿伽门农级相比，尼尔森级更注重重火力攻击，因此全舰上下配备了大量火炮，可担任舰队旗舰，亦可作为阿伽门农级的支援舰使用。早期型和後期型最大的差異在於艦的兩側的線性彈射器（基於MS的實用化而進行改良導入的）。
尼尔森级的舰体前部为武器区，后部为舰桥和MA机库，MA可通过舰桥下方的MA发射口出击。武装方面，尼尔森级配备了三门双管光束加农炮塔、一门单管光束加农炮塔、八门双管机炮塔、六门鱼雷发射器以及一门八连装回旋垂直发射器，即便是扎夫特军投入MS后，尼尔森级依然对扎夫特军拥有相当的威胁。该级舰是第一次联合-P.L.A.N.T.战争时地球联合的主力舰之一，生产数量相当多。在第一次聯合-P.L.A.N.T.戰爭結束後尼尔森级也进行了一定程度的改造，拥有了具备部署MS的能力，并在該艦的兩側配备了两座線性彈射器。在第二次联合-P.L.A.N.T.战争之後其武器裝備進行了大幅更換，包括與大天使號同型的高射砲和光束砲，雷達感測器也更換為最新型號。
- 蒙哥马利号（Montgomery）

地球联合军第8机动舰队所属。在赫利奥波利斯崩溃后，是前去给大天使号护卫和补给的先遣舰队中的一艘。被克鲁泽队的符澤琉斯号击沉。名称来源自英国将领伯纳德·劳·蒙哥马利。（先遣队中另两艘的名称同样来自伯纳德·劳·蒙哥马利）
- 卡山德号（Kassandros）

地球联合军第8机动舰队所属。低轨道会战时，被電擊鋼彈摧毁了舰桥，无法战斗。撤退时与塞琉古号一起被克鲁泽队的舰炮击沉。
- 托勒密号（Ptolemaios）

地球联合军第8机动舰队所属。低轨道会战时被決鬥鋼彈击沉。地球联合军另有同名的月面军事基地。
- 阿伽门农级（Agamemnon CLASS）

全长300米的宇宙母舰。名称来源自希腊国王，通常在舰队中担任旗舰，能够搭载大量的MA，装备了不少新锐的设备，在舰体两侧配置了联合军最初的線性彈射器，对于舰载机的运用更有效率。早期型和後期型最大的差異在於艦首的線性彈射器（基於MS的實用化而進行改良導入的）。
阿伽门农级是以舰载机运用为主的航空母舰，因此在武装方面和尼尔森级较为逊色，但是舰体的防护设计十分出色，舰身设计柔和，减少了实弹命中造成的穿透几率，锥状舰身可以减少一定结构损伤并降低了正面的受弹面积。舰桥采取了装甲遮蔽式设计，舰桥防御力明显提升。武装方面，虽然武装种类较少，但却配备了两门在当时最强的舰载武器MK.71型225cm二连装高能收束火线炮。但是该武装并没有装甲炮塔的防护结构，也没有设计副炮，因此近战能力相对薄弱，火力覆盖面积不足，所以需要依靠编队中的其他战舰和舰载机进行护卫支援。
在第一次聯合-P.L.A.N.T.戰爭結束後联合军开始配备MS，为了适应MS的运用，阿伽门农级的舰首部分被改造成了开放式大型線性彈射器，可以用于MA、MS和各种作战运用物资收放，但是经过这样的改造以后，开放式的舰首使得任何中弹都是极其危险，同时带来的机动性能的问题也比较严重，令该级舰变成了没有周围舰艇支援就无法生存的状态。在第二次联合-P.L.A.N.T.战争之後部分武器裝備，除了光束主砲已被更換成大天使號的Mk.71「戈德菲」縮小版外，其防空武器也得到了顯著加強。
- 罗斯福号（Roosevelt）

阿伽门农级的早期型号。血染情人节的事件的肇事舰。漫画《SEED Re:》中，当时该舰的舰长是威廉·萨瑟兰（William Sutherland）。艦名應是取自美國總統羅斯福。
- 墨涅拉俄斯号（Menelaus）

阿伽门农级的早期型号。第8舰队旗舰，哈尔巴顿的座舰。低轨道战役时击沉伽莫夫号后，被引力拉入大气层，与大气层摩擦过热而爆炸。舰名取自古希腊国王墨涅拉俄斯。
- 华盛顿号（Washington）

阿伽门农级的早期型号。Elvis作战时地球舰队总旗舰。在创世纪第1发中消失。
- 织田信长号（Oda Nobunaga）

阿伽门农级的早期型号。在第二次雅金·杜威攻防战中被米哈尔·寇斯特（ミハイル・コースト）率队击沉。艦名是取自日本戰國時代大名將織田信長。
- 杜立特号（Doolittle）

阿伽门农级的早期型号。Peace Maker队的三艘阿伽门农级之一，舰长是威廉·萨瑟兰（William Sutherland）。第二次雅金·杜威攻防战中被決鬥鋼彈击沉。
- 奥提伽号（Ortygia）

阿伽门农级的早期型号。欧亚联邦特务部队X的母舰，脱离欧亚联邦后该舰进行了改装。
- 麦克阿瑟号（MacArthur）

阿伽门农级的早期型号。签署尤尼乌斯条约的地球联合代表的座舰。
- 内塔尼亚胡号（Netanyahu）

阿伽门农级的后期型号。“十字军”部队的旗舰。被中子溃散器引爆舰内的核弹，沉没。
- マイネンフェルト号

阿伽门农级的后期型号。
- 梅特兰号（Maitland）

阿伽门农级的后期型号。
- 大天使级（Archangel CLASS）

全长420米的强袭机动特装舰。共建有大天使号和主天使号两艘。与联合其他型号战舰外形差异极大，舰桥两侧装备了情报收集用的大型感测器。该型舰武装配备了多种威力强大的独创射击武装。舰首安装了两门「罗安格林」阳电子破城炮，该武装是大天使级最具破坏力的超大型能源炮，能够轻易消灭射线上的所有目标。但由于输出功率过于强大的关系，因此不适宜在地面或殖民地内部使用。同时产生光束的阳电子膛室在能源填充上也需要花费较多时间，因此无法进行连射。因其独特的形状，而被扎夫特的士兵取了个长腿的外号。
除了两门阳电子破城炮，大天使级的主武装是两门Mk-71「戈特弗里德」（Gottfried）225cm口径二联装高能源收束火线炮，转动范围180度，能够迎击正面及侧面的敌人，拥有一击击毁MS或贯穿战舰的强大威力，即便是采用了PS装甲的MS也能够有效发挥作用。
舰体两侧配备了Mk-8「勇者」（Valiant）110cm單裝線性加農砲，该炮采用实体弹，以电磁推力方式对弹头进行加速，炮身平时折叠收纳在舰体内，使用时伸出、延展，因炮身较长而拥有高度加速力，同时也具备了精准的射击能力和较快的连射性能，炮身可360度旋转，攻击范围也非常广。
舰桥后方装备了「地狱镖」對空導彈發射器，一次最多能够同时发射16枚飞弹。舰尾则配备了经常与“地狱镖”搭配使用的大型導彈發射器，共24枚，每一枚都可以单独发射并调整发射角度(可填裝導彈類型：Korinthos（宇宙用對空），Wombat（大氣圈內對空），Sledge Hammer（對艦、攻堅），對空擴散彈)。此外，该型舰还配备了16门「豪猪阵」（Helldart）75mm多槍管自動近接防禦機關炮，能够遵循雷达及舰桥的指示，构成防御火网，驱逐逼近战舰的敌机。
在續篇「DESTINY」中，再次登場的大天使號已經過改裝，增加了自動駕駛功能，追加了潛水性能與魚雷發射器。
- 大天使号（Archangel）

編号LCAM-01XA ，是作為X系列MS的運用平台，由歐普的摩根雷堤社參考歐普出雲級開發而成，艦長為瑪琉·雷明斯。
原本屬於地球軍，但在阿拉斯加攻防戰時，艦長基於乘員生命而自行判斷任務完成後脫離戰線，後進入歐普修整，從此脫離地球軍序列。
因為外型而被札夫特戲稱為「有腳的」或「長腿」，又因歷經諸多戰亂皆平安生還，尚有「不沉之艦」的別稱。
在剧场版《SEED FREEDOM》当中该舰被基金國擊毀，艦長瑪琉下令全員棄艦後，留守最後一刻的她，在艦橋遭基金國擊毀之前，以暗門順利逃生。
- 主天使号（Dominion）

編号LCAM-02XD，大天使級2號艦，其基本性能与1號艦LCAM-01XA大天使号相同，但和白色的1號艦不同，主色調為黑灰色，艦長為娜達爾·巴吉路。
在第二次雅金·杜威攻防戰中與大天使號捉對廝殺，重傷，艦長令乘員棄艦，旋遭大天使號擊毀。其中一艘逃生艇在逃離途中被捲入戰鬥中，遭到天帝鋼彈擊毀。
- 科尼利厄斯级（Cornelius CLASS）

是地球联合委托曙光社开发的一款长约230米的新型补给舰。开发目的是对联合的新型战舰大天使级进行补给，在外形设计上也有一定的相似度，可以与大天使级战舰完美对接。该级舰在地球联合内至少部署了三艘，在《SEED》第12、13、41、42、47话登场。
- 新·荷姆（Re HOME）

罗·裘尔一行人的新母舰（舷号GACE-59650-B）。也是通过科尼利厄斯级改造而来的，在原母舰荷姆在突入大气圈时严重损坏后，罗·裘尔一行人在歐普通过地球联合的科尼利厄斯级补给舰後進行改造，在科尼利厄斯级的基础上，强化了舰体的防御力，增加了一组防御光束攻击的积层装甲和一组防御实弹攻击的锲形装甲。两个舰首位置，在原科尼利厄斯级三个出舱口的基础上，增加了一个顶部出舱口，同时还增加了两个机械臂，令机体的装载、补给能力进一步提升。
与荷姆不同的是，新·荷姆还增加了武器装备，其配备了大天使级所使用的两门阳电子破城炮罗安格林。而新·荷姆最独特之处，在于其搭载了新型的集成电脑系统——GG单元，该单元中储存了世界上第一个调整者喬治·葛倫的大脑数据，廢物商利用其数据还原的合成影像来担任新·荷姆的舰长，并且可以遥控与新·荷姆进行了连接的MS。
- 鲟鱼级（Sturgeon CLASS）

大型航天飞机。在《SEED》第41、47话登场。
- 葛蒂·露级（Girty Lue CLASS[3][4]）

全长380米的特种战舰。由大天使级发展而来。本艦最独特之处便在于舰体使用了尤尼烏斯條約中明令禁止使用的幻象化粒子。由于使用了幻象化粒子的缘故，该级舰可以使用海市蜃楼系统，能够令本艦完全隐秘，以达到潜入敌势力范围执行隐秘任务的目的。由于所执行任务的特殊性，葛蒂·露级常处于远离本部舰队的区域，因此该级舰配备了额外的燃料储罐，以减少对补给的需求，同时为了满足一定的自保能力，葛蒂·露级最多能够携带10架MS，并且拥有4座MS弹射器，能够迅速展开MS进行作战。武装方面，则装备了六门二联装225cmMk-71「戈特弗里德」高能源光束炮、16门豪猪阵多槍管自動近接防禦機關炮和38门垂直导弹发射器，令该级舰拥有足以对抗扎夫特新型戰舰的能力。因为缺少主翼等重力下运用装备，葛蒂·露虽然可以完成大气圈突入，但并不具备大天使级那样的大气圈内运用能力。目前已知地球联合军至少建造了三艘该型舰
- 葛蒂·露号

葛蒂·露级首舰，地球联合军幻痛部队所属。舰长为伊恩·李（イアン・リー）少校。
曾參與「軍械庫一號」的鋼彈搶奪事件，被智慧女神號登錄為不明艦一號（Bogey 1）
在戴達羅斯基地的攻防戰中，吉布列原欲搭乘此艦逃脫，卻遭到傳說鋼彈擊沉。
- 那那-布卢库号（NANABULUKU）

《Stargazer》中登场，舰长为华金（ホアキン）中校。名称来源自达荷美神话中的创世神那那-布卢库。
则参与了幻痛部队攻击D.S.S.D.的特洛伊空间站的行动，最终被擊沉于人造卫星阿波罗A的推进激光中。
- 舰名不明舰只

《DESTINY ASTRAY》中登场，地球联合特务情报局所属。

### 水面舰艇
- 得梅因级、阿肯色级（CAGH Des Moines CLASS[7]、CADE Arkansas CLASS[7]）

全长190米的防空神盾舰。舰首主炮为单装的是得梅因级，舰首主炮为双联装光束炮的是阿肯色级。
- 奥列格号（Oleg）

得梅因级。《SEED》中登场的阿拉斯加警备舰队中欧亚联邦所属舰只。
- イエルマーク号

级别不明。《SEED》中登场的阿拉斯加警备舰队中欧亚联邦所属舰只。
- 雅罗斯拉夫号（Jaroslav）

级别不明。《SEED》中登场的阿拉斯加警备舰队中欧亚联邦所属舰只。
- 鲁里克号（Рюрикъ）

阿肯色级。《SEED》中登场的阿拉斯加警备舰队中欧亚联邦所属舰只。
- 罗洛号（Rollo）

阿肯色级。《SEED》中登场的阿拉斯加警备舰队中欧亚联邦所属舰只。
- 塔拉瓦级、斯宾格勒级（LHM Tarawa CLASS[7]、Spengller CLASS[8][9]）

全长280米的两栖攻击舰。塔拉瓦级名称来源自塔拉瓦战役。塔拉瓦级的改进型就是斯宾格勒级。
- 鲍威尔号（Powell）

塔拉瓦级。奧布解放作战中地球联合军的旗舰。瘟神、禁断、侵略三架鋼彈的母舰。舰长为德莱思。
- 名称不明舰只（1）

塔拉瓦级。《Destiny》第12话登场。
- 名称不明舰只（2）

塔拉瓦级。《Destiny》第12话登场。智慧女神号迎击舰队旗舰，载有大型试作型MA YMAF-X6BD 萨姆札查（Zamza-Zah）。
- J·P·琼斯号（J P Jones）

斯宾格勒级。舷号CV133R，尼奥·罗安那克队的专用水面母舰。名称来自美国海军将领约翰·保罗·琼斯。内设生物CPU维护装置。
- 弗雷泽级（DDH Fraser CLASS[7]）

长约165米的直升机驱逐舰。
- 丹尼洛夫级驱逐舰（DANILOFF class AEGIS-EQUIPPED DESTROYER）[5][9]

神盾驱逐舰。
- 贝伦级（Beerenberg CLASS）

- 伊萨尔科级（Isarco CLASS）

- 其他型号驱逐舰

《SEED MSV战记》第2话登场。
- 运输型潜艇（Transport Submarine）

《SEED》第34、35话登场。潜艇自身并没有配备多少武器，因此也谈不上什么作战能力，但是后勤任务的需要也使得本级别的潜艇在战场上同样发挥着重要的作用。在「Operation Spitbreak」作战中、大西洋联邦使用本级别潜艇从约书亚（阿拉斯加）撤出了大量嫡系部队（娜塔尔·巴基露露中尉曾搭乘）。在地球联合军的MS出现之后，有部分级别的潜艇进行了MS搭载化改造，连合军珍·休斯敦少尉所率禁断之蓝部队就是搭乘本级别的潜艇参加了「八·八作战」。除了水用MS外，本潜艇也能够搭载常规MS执行登陆任务，同样是在「八·八作战」中，蕾娜·伊梅里亚大尉率领的先头部队就是由本潜艇送上澳大利亚海岸线的。
- 攻击型潜艇（Attack Submarine）

《SEED》第34、35话登场。配置的鱼雷发射管数目大大超过扎夫特的博兹格罗夫级、以优秀的对舰能力而著称的攻击型潜艇；但是面对扎夫特的水下MS部队则处于劣势。此外，在中子干扰器的作用下无法使用核引擎造成对潜航时间的影响，也使得本潜艇的实力无法完全发挥。尽管如此，作为连合军运输型潜水艇的护卫舰，在现在依旧有大量攻击型潜水艇正在服役中。威廉·萨瑟兰（ウィリアム・サザーランド）和洛多·捷布利路（ロード・ジブリール）曾搭乘。

### 陆上战舰
- 汉尼拔级（Hannibal CLASS）

全长250米的陆上战舰。已知共有两艘，分别是一号舰汉拔尼号和二号舰波拿巴号。该舰全长250米，拥有一次性运载40架MS的能力，武装方面则配备了四门双管光束加农炮、10门双管机炮和32门烟雾发射器。
- 波拿巴号（Bonaparte）

第81独立机动群幻痛部队所属。名称来源自拿破仑·波拿巴。搭载有毁灭GUNDAM。

### 航空器
- 先锋式（Spearhead）

F-7D多用途制空战斗机。是地球联合軍所使用的一款多用途战斗机，能够进行垂直起降，在大气圈内拥有非常高的敏捷性，也是FX-550空中霸王的开发基础。
在联合开发出自己的MS之前，先锋便是联合军在大气圈内的主要战力。与扎夫特的MS相比，先锋无论是机动性还是攻击力都远远不如，难以对扎夫特军形成有效打击，只能依靠数量优势进行牵制。
- 反MS武装直升机

- 翠鸟33SP

《SEED MSV战记》第2话登场的舰载反潜直升机。
- 远距离预警机

《SEED》第32话登场。
- 空中霸者（Sky Grasper）

FX-550战术支援用战斗/攻击机。
是以先鋒式為基礎製造的攻擊鋼彈專用的支援機種。考慮到機體重武裝及其他機能的控制，駕駛艙與先鋒式一樣為複座型的。
機首除前翼極端縮小外，基本上與先鋒式並無差異。同時，G兵器開發技術經驗的回饋使得機體擁有良好的操縱性能，即使是初學者也能輕易的駕駛。
本機可以跟攻擊鋼彈一樣，配備各式攻擊者背包套件，得要在母艦內選擇性搭配。同時，在作戰行動中可以作為攻擊鋼彈的僚機，將攻擊者背包當作預備電池提供給攻擊鋼彈換裝。
本机配備了一門大口徑光束砲、两门中型光束砲、4門機砲、2門导弹发射器與各種武器掛艙，單純作為戰鬥機的性能也十分優秀，如駕駛員能活用其比一般噴射機小的旋迴半徑，與大範圍射角的砲塔式大型加農砲，能使空中霸者在戰場上可與MS勢均力敵。
與作為原型機的先鋒式相同，本機也是垂直起降機。機體腹部前後端各有一具可動式發動機噴管，在一定程度的角度裡可以任意調整噴射的方向，藉此可以做出垂直起降、空中靜止、微速後退等動作。
在宇宙中，由地球聯合軍第8機動艦隊的補給中配屬到大天使號的兩架試作機採用藍白塗裝，而量產機型則是灰白塗裝。
曾一度因大天使號、攻擊鋼彈從地球聯合軍脫離而遭聯合軍高層懷疑制式量產的價值，但最後隨著GAT-01A1 刃式跟GAT-02L2 刃式L的服役，使空中霸者的量產計劃得以復活並量產配備
- 宇宙霸者（Cosmo Grasper）

FXet-565戰術支援用航宙戰鬥／攻擊機，空中霸者的宇宙用版本，和空中霸者同樣有攻擊者背包搭載機能。是為了代替梅比烏斯成為主力航宙機，將空中霸者進行再設計而成的機體。而作為本機專用標準裝備的再設計型翔翼型攻擊裝備，也能裝備在其他擁有攻擊者背包系統的機體上。
外形颇似机翼的放热板内藏了细管热流动系统，通过调节细管网，可对敌方的红外线索敌系统产生很强的欺骗作用，並改用封閉式駕駛艙（驾驶员通过完全VR系统来接收外界的情报）與宇宙用的推進器，而機體侧面还有辅助低温喷射器可以调节主喷嘴的方向。这样就使该机可在条件允许下发挥能与MS相匹敌的机动性。固定武器除了空中霸者原有的武器外，也增加了各種武器掛艙和武裝硬點（可搭载电磁炮或火神炮）。该机的开发是由PMP公司、曙光社、ASD公司、富士山社等数家公司合作完成，因此其诞生的背景有很浓厚的政治成分。无论如何，在高水准的基础上进行开发该机可算是成功的。不过，由于地球联合军当时的主力MS——GAT-01 攻擊刃只是GAT-X105 攻擊鋼彈的战时简略型量产机，不具有交换背包的机能，在战术上无法形成机动战士与战斗机之间的连协作战，这一点相对降低了对该机的评价。而当地球联合开始大规模量产具有交换背包机能的GAT-01A1 刃式后，空中霸者、宇宙霸者才开始真正承担起支援用战斗机的使命。
- 大型运输机

- 垂直起降运输机

### 车辆
- 自行式线性榴弹炮

《SEED》第1、34话登场的自行火炮。地球联合和歐普均有使用，主要用于拦截扎夫特的降落舱。同时，即使在有中子干扰器的环境中，车辆后部的发射数据链天线也能够与地面雷达车辆、太空卫星或远程巡逻机完美协调。
- 斗牛犬

《SEED》第1、35话登场的反MS导弹发射车。
- 线性炮坦克

是阿克泰昂公司开发的一款坦克战车，主武装是一门线性加农炮，需要一名指挥官、一名驾驶员和一名炮手进行操作。在MS尚未普及时，这种坦克在地球联合和歐普中均广泛配备，其中地球联合军为棕色涂装，歐普军为蓝色涂装。约书亚战役时，也有相当数量的线性炮坦克用作基地的防卫。

### 其他
- 75mm地对空火神炮系统

- 地狱飞镖式导弹发射器

- 50mm加特林炮

- 重炮（暂名）

- 地雷

- 雷达车

### 大规模杀伤性武器
- Mk5 核导弹

在第一季中由梅比烏斯搭載，每架限掛一枚；而在第二季中改由威達搭載，每架可搭配兩枚。
在劇場版中，歐亞聯邦也有可搭載三枚核彈的导弹发射车。
- 独眼巨人（Cyclops）

地球联合军开发的微米波发生器、被当作基地自爆装置使用。在格里马尔迪战线和JOSH-A都有使用。
地球軍曾經利用空城計，誘騙札夫特進入防備空虛的阿拉斯加地球軍基地，而趁亂逃亡的地球軍將領以遠距離遙控啟動此系統，大範圍炸死札夫特部隊。
- 罗恩格林炮台（Lohengrin battery）

在第二季登場，安裝在峽谷內，能對札夫特的陸上戰艦造成重傷害
後來由於反抗軍的可妮兒·阿爾梅塔給了札夫特能迂迴繞過羅安格林砲台的路線，脈衝鋼彈先以分離狀態穿梭狹窄通道，之後再羅安格林砲台後方死角合體並將之摧毀。
砲本身是據點攻擊用的武裝，在大天使級強襲機動特裝艦上也有同種配備。
- 尼伯龙根（Nibelungen）

冰島「天堂基地」装备的对空扫讨炮，造型類似於第一季的獨眼巨人，可用活動式艙門偽裝成一座山。
由於札夫特的宇宙空降部隊一進入大氣層後難以改變落地途徑，因此地球軍就用此系統予以消滅。
- 镇魂曲（Requiem）

轨道间全方位战略炮，地球联合军的最终兵器，本体设在月球的第達羅斯基地，名稱呼應於第一季札夫特的創世紀，威力也足以與創世紀匹敵。
該系統以月球背面的主要發射站（基地在地球軍控制時，其內部部署有多台破滅鋼彈，可隨時出動進行防禦作戰；到札夫特奪取發射站後，炮口周邊都已裝備陽電子反射器，以抵禦重武裝艦船及MS的攻擊），再搭配五套光束偏轉系統（徹爾尼、佛瑞、韋瓦第、古諾……等，皆取名自過去曾寫過安魂曲的音樂家），射擊範圍在光束偏轉系統的配合下可覆蓋地球圈及布蘭度在內的任何範圍，威力之大足以一擊摧毀數座布蘭度殖民地。
镇魂曲最初由地球軍建成並控制時，須由最高指揮官在第達羅斯基地的指揮站內親手扣動專用扳機以發射。但當札夫特及基金國先後佔領並使用鎮魂曲時，最高指揮官僅口頭命令控制鎮魂曲的前線士兵開火，並沒有親手扣動扳機的描寫。
至於弱點方面，鎮魂曲與創世紀同樣不能連續發射，每次發射後都需要一段長時間（大約數十小時）冷卻及補充能量；另每個光束中繼點都非常龐大而且脆弱，容易成為攻擊目標，只要發射線路上任何一個中繼點因遭受攻擊而偏移甚或被摧毀時，都會令炮擊偏離甚至無法打中預定目標，攻擊方往往需花更多時間重新部署中繼點及瞄準方能發射。因此，反制鎮魂曲的方法除直接進攻以試圖佔領或摧毀主要發射站外，亦能藉攻擊並破壞各中繼點去阻延發射；攻擊方則要在各中繼點部署重兵防範可能出現的襲擊。
後來由於吉布列陣亡，札夫特佔領第達羅斯基地時也一併接收了該系統，企圖攻擊歐普；最後該系統被阿斯蘭和尼歐（穆）潛入聯手摧毀。
在戰後，地球軍及布蘭度的停戰協議列明鎮魂曲須予拆卸，但由於鎮魂曲的主反應爐位於第達羅斯基地深處無法完全拆除，布蘭度只能將之轉作和平發電用途以滿足協議規定。但布蘭度強硬派的乍甘南特中校為實現命運計劃而勾結基金國並發動政變，任由基金國暗中修復並佔據及使用鎮魂曲。
於劇場版中，廢墟和光束偏轉系統被基金國奪取並暗中修復及重新啟動，最後遭到羅盤部隊再次摧毀。

## 札夫特

### 宇宙舰艇
- 航天舱投送运输舰

- 劳拉西亚/劳亚级（FFM Laurasia Class[12]）

全长150米的机动战士护卫舰。札夫特为配合机动战士作战而开发。名称来源自劳拉西亚大陆。与地球联合系战舰较为不同的是，以罗拉西亚级等为代表的扎夫特系战舰的舰桥位置一般较低，并非突出于舰体上方。罗拉西亚级的舰桥位置位于舰首正前方，以保证拥有良好的视野，但另一方面在战斗中也较易遭受攻击。MS格纳库位于战舰下方，出舱口展开舱门后弹射器就会被伸展开。而整个MS格纳库可作为分离舱单独分离，并能突入大气层，起到运输MS的作用。
武装方面，该型舰配备了大量武装，主炮为两门二联装937mm高能收束火线炮，副炮一门450mm轨道炮和两门二联装450mm轨道炮，此外还配备了六门58mm防空自动火神炮系统、两门125mm加农炮和四门450mm多用途垂直发射系统。
第一次联合-P.L.A.N.T.战争前期，蘿拉西亞/勞亞級作为扎夫特军的主力战舰被大量列装，总数预计过百。到第一次大战结束后，蘿拉西亞/勞亞級逐渐被纳斯卡级代替，担任有部分该型舰继续服役。之後部分武器裝備，如艦體後部的飛彈發射器已被更換，使其擁有強大的火力。在C.E.75年時同型的戰艦也已出口到財團「基金國」軍。
- 伽伐尼号（Galvani）

《SEED MSV战记》第3话登场。格里马尔迪战线时克鲁泽队的旗舰，克鲁泽担任舰长。名称来源自意大利医学家路易吉·伽伐尼。
- 马尔皮吉号（Malpighi）

《SEED MSV战记》第3话登场。阿迪斯在格里马尔迪战线时曾担任马尔皮吉号的副舰长。名称来源自意大利解剖学家马尔切洛·马尔皮吉。
- 伽莫夫号（Gamow）

《GUNDAM SEED》中克鲁泽队的所属战舰。舰长为塞尔曼。低轨道战役时被墨涅拉俄斯号击沉。名称来源自物理学家乔治·伽莫夫。
- 齐格勒号（Ziegler）

《GUNDAM SEED》中登场。参与低轨道战役。名称来源自德国化学家卡尔·齐格勒。
- アムンゼン号、ボーンステル号
- 基尔纳号

游戏《机动战士GUNDAM SEED Recollection》中登场，雅金·杜维第一防卫舰队僚舰。
- 卡门号

游戏《机动战士GUNDAM SEED Recollection》中登场。
- 纳斯卡级（DDMH Nazca Class[12]）

全长255米的高速战舰。名称来源自納斯卡文明。是扎夫特军为满足更有效进行MS运用而开发的一款新锐高速战斗舰。
纳斯卡级单舰最多能够携带6架MS，并拥有一条线性弹射器。线性弹射器是藉由从舰体内部伸出的两条轨道，通过对MS进行电磁加速提升发射速度的目的，如此一来战舰本身就不需要在设置MS起降跑道，从而达到节省空间、战舰小型化的目的，在第一次联合-P.L.A.N.T.战争初期，纳斯卡级是唯一拥有线性弹射器的战舰，可以说是一款非常高效的MS运用舰，而地球联合军直到大天使号投入使用才装备了线性弹射器。同时，纳斯卡级是当时速度最快的战舰，甚至连地球联合开发的最新型战舰大天使号都不如。
武装方面，纳斯卡级的主武器是两门120cm高能光束加农炮，副武装是两门66mm双管轨道炮，此外还配备了10门58mm火神炮和5门450mm多用途垂直发射器系统，可以说是当时扎夫特军火力最强大、装备最齐全的战舰。
纳斯卡级是第一次战争中扎夫特军的核心战力，其生产数量很快便超越了蘿拉西亞/勞亞級，在两次战争中均发挥了重要作用。而在C.E.75年時同型戰艦也已出口到財團「基金國」軍部署。
- 符澤琉斯号（Vesalius）

《GUNDAM SEED》中登场。克鲁泽队旗舰，舰长為阿迪斯。最后被草薙号和永恒号击沉。名称来源自解剖学家安德雷亚斯·维萨里。
- 赫尔德林号（Hölderlin）

《GUNDAM SEED》中登场。克鲁泽队所属，曾参与追击永恒号。
- 霍伊辛格号（Heusinger）

《GUNDAM SEED》中登场。克鲁泽队所属，曾参与追击永恒号。
- 傅立叶号（Fourier）

《GUNDAM SEED Destiny》第2话中登场。受到葛蒂·露号的偷袭而沉没。
- 赫舍尔（Herschel）

《GUNDAM SEED Destiny》第2话中登场。受到葛蒂·露号的偷袭而沉没。
- 伏尔泰号（Voltaire）

《GUNDAM SEED Destiny》中登场。焦耳队的旗舰。
- 卢梭号（Rousseau）

《GUNDAM SEED Destiny》中登场。焦耳队所属艦。
- 霍斯特号（Horst）

《GUNDAM SEED Destiny》中登场。参与追击永恒号，后被攻擊自由鋼彈击伤。
- 卡那封号（Caernarfon）

《GUNDAM SEED Destiny》中登场。参与追击永恒号，后被攻擊自由鋼彈击伤。
- マルベース号

《GUNDAM SEED Destiny》中登场。在最终话中被新·创世纪的第二发击中爆炸。
- ブルトン号

《GUNDAM SEED Destiny》中登场。在最终话中被新·创世纪的第二发击中爆炸。
- 梅斯梅尔号

游戏《机动战士GUNDAM SEED Recollection》中登场，雅金·杜维第一防卫舰队旗舰。
- 宇宙往还机（Shuttle[13]）

在《SEED》第7、8、20集，《Destiny》第35、44集登场的一款空天飞机。在P.L.A.N.T.的军港亦当做交通艇使用，也作为议员的座机。
- 太空梭（Space Shuttle[13]）

在《SEED》第34、41集，《Destiny》第26、27、44集登场的一款带有大型助推器的太空梭，可搭载30人往返太空。助推器模块分离后，通过自主驾驶系统可以自行飞回发射地，是扎夫特常用的一种航天器，供往返P.L.A.N.T.和地球的人员使用。
- 永恒级（Eternal Class[14][15]）

全长300米的高速战舰。自由鋼彈和正義鋼彈的专用母舰，本身偏重MS運用，火力並不出色（主武装为一门高出力連射光束炮和两门雙管自動近接防禦機關炮、不計其數的大型導彈發射器（設於艦隻的各處）和大量多管自動近接防禦機關炮），在防衛上相當仰仗艦載機。
配備有MS埋入式戰術轟炸機「流星」系統，能和上述兩機結合進行據點攻略或對艦戰鬥。
平時可將兩套流星系統當作艦砲使用，但攻擊力比地球軍和歐普的「羅安格林」、札夫特的「唐懷瑟」兩種陽電子砲差。
永恒号内部搭载了可以进行原子炉整备的各类设施，而舰体后方配备了10具推进器，使得永恒号成为当时扎夫特军中最快的高速舰，能够轻松甩开纳斯卡级。弹射器采用了借由磁场来产生机体射出能源的线性弹射器，因此可以大幅缩短起降跑道的长度空间。而由于舰内空间被大量核动力维护设施占据，因此整个永恒号能够携带的MS数量也仅有两架而已，分别为自由鋼彈和正義鋼彈。而在第二次联合-P.L.A.N.T.战争期间则进行了格纳库扩容，最多可以搭载6台MS，分别为：ZGMF-X20A 攻擊自由鋼彈、ZGMF-X19A 無限正義鋼彈、ZGMF-X88S 蓋亞鋼彈以及三台ZGMF-XX09T 德姆騎兵。C.E75年时作为玖尔队的专属舰，已知搭载MS为雷霆决斗高达和闪电暴风高达。
- 智慧女神级（Minerva Class）

是扎夫特为了新千禧年系列MS和「第二世代系列」試作MS而建造的最新型突击战舰，长约350米。脈衝鋼彈的专用母舰。名称来源自罗马神话中的女神。拥有在宇宙、大气圈内及海上航行的能力。智慧女神级的定位为全领域通用突击舰，除了拥有单舰突入大气圈的能力外，在配备了额外的宇宙推进器后，也拥有单舰突出大气圈的能力。
智慧女神级最大的特点在于有朝左右伸展的翅膀与特殊能源传达机构的发射端——重氫光束送電系統，这也是扎夫特军唯一一艘拥有重氫光束送電系統的战舰，可在战斗时为使用重氫光束送電系統的扎夫特军最新锐MS迅速充電。
作为为新千禧年系列MS和「第二世代系列」試作MS而建造的新锐舰，智慧女神级拥有优秀的MS运用能力，舰内最大MS携带量可达11架，除了两条常规MS弹射器外，中央舰桥下还有专门为脈衝鋼彈准备的专用发射器，在战斗时可以为脈衝鋼彈发射替换部件。智慧女神级的舰桥位于舰体中央上方，在作战时则会降入舰体内部，以避免遭受敌方的直接攻击。舰体后方装备了14个推进器，提供了舰体优秀的推进力，这也令该舰成为扎夫特速度最快的高速舰之一。
跟大天使號的武裝有高度相似性，主要武裝為一门類似於「羅安格林」的「唐懷瑟」陽電子砲，以及四门XM-47二联装崔斯坦大口径光束炮，装备在舰体左右的MS停机甲板上方。其他武装还包括12门40mm对空自动火神炮、一门M10三联装伊索德加农炮、十门四联装导弹发射器（可发射宇宙飛彈「奈哈特」（Neidhardt）、地面飛彈「帕西法爾」（Parsifal）、迎擊飛彈「迪斯帕爾」（Dispar））以及四门发射M25沃爾夫鱼雷的鱼雷发射器。
一號艦最後因為被大天使號重創，又遭到無限正義鋼彈破壞推進器，迫降在月球表面，之後艦長下令全員棄艦。
- 冈瓦纳号（Gondwana[16][15]）

全长1200米的超大型宇宙母舰。名称来源自冈瓦纳大陆大陆，配備四層飛行甲板共十六條跑道（线性弹射器）供MS起飛，MS运用能力非常高。是扎夫特军在第二次联合-P.L.A.N.T.战争时投入使用的一款大型宇宙运载母舰，全舰全长达1200米，是CE历史中有史以来体型最大的飞船，能够携带多达数百架MS。但相对的，舰体自身武装则较为薄弱，仅配备有八门加农炮和八门双管加农炮。此外，该型舰虽然体量庞大，却依然拥有降下大气圈的能力，只是其通过何种途径再返回太空就不得而知了。

#### 其他宇宙舰艇
- 银风号（Silver Wind[17][18]）

《SEED》第7话登场，P.L.A.N.T.的民间船。曾搭载尤尼乌斯7的追悼慰灵团代表拉克丝·克莱因。在尤尼乌斯7残骸附近遭到登船检查的地球联合军破坏。

### 陆上战舰
- 皮特里级（Petrie Class）

全长195米的中型陆上战舰。名称来源自英国考古学家弗林德斯·皮特里。和雷賽布斯級一样采用了鱗片推進系統，因此可以在沙漠地带使用。该舰主武装为前后两门单装加农炮，在舰体两侧则共分布了四门二联装加农炮，另外还配备了十六门导弹发射器。
- 雷塞布斯级（Lesseps Class[19][13]）

全长250米的大型陆上战舰。名称来源自法国外交官雷赛布。是扎夫特军所使用的一款大型陆战舰，主要用以在沙漠地带进行作战。
具有鱗片推進系統，可在沙地上移動，但無法在堅硬地面上移動。雷塞布斯级的舰桥位于舰体中央上方，MS出舱口位于战舰前方。武装方面，主炮为三门口径达40cm的双管炮，此外还配备了32门垂直导弹发射器、10门鱼雷发射器和34门烟雾发射器，也可通过配置在甲板上的TFA-2 薩伍特进行防御。
- 康普顿级（Compton Class）

全长230米的大型陆上战舰，類似於雷賽布斯級，采用履带移动。《Destiny》中登场。名称来源自美国物理学家阿瑟·康普顿。是扎夫特在第二次联合-P.L.A.N.T.战争中使用的一款陆战舰，能在战场上充当陆战航母的功能。作为一款大型陆战舰，康普顿级最多可携带31架MS，令扎夫特军的地面作战范围大幅度延伸。武装方面，康普顿级也可说是全副武装，主武装是两门二联装光束加农炮，次武装则是两门三联装投弹炮，防空武装是四门四联装机炮，此外还配备了众多重型导弹发射器和防空导弹发射器。

### 水面舰艇
- 波斯特洛夫級（Vosgulov Class）

札夫特唯一的海上武力，是一種巨型潛水母艦，配備四座古恩（GOOhN）／佐諾（ZnO）的水下MS艙門、兩座DiNN的垂直發射系統，以及魚雷、飛彈等。

### 航空器
- 古爾（Gurr）

波斯特洛夫級潛艦搭載的飛行器，主要是用來讓部分不具備單獨飛行能力的MS得以進行空中作戰的輔助飛行系統（Sub Flight System，SFS），本身配備有多联装飛彈等武裝
- 旋翼机（Gyro Helicopter[20][21]）

《Destiny》第24集登场，露娜玛莉亚驾驶其跟踪阿斯兰。

### 车辆
- 连结装甲车（Connected Armored Vehicle）

是扎夫特所使用的一款陆战装甲车，其最独特之处在于车体前后部可进行连接、分离，这也是这款战车名字的由来。
当战车前后部连接在一起时，是该战车的巡逻模式，武装是一门小口径机炮。而当前后部分离后，战车后部可固定座位炮塔使用，可搭载大口径的线性炮进行炮击。扎夫特便利用这种战车在其地面领地内执行治安巡逻、炮击支援任务。

### 其他
- 流星系統

是扎夫特的MS埋入式戰術轟炸機「流星」（Meteor，Mobile suit Embedded Tactical EnfORcer）是為和ZGMF-X09A 正義鋼彈和ZGMF-X10A 自由鋼彈設計的機動武器平台。雖然這兩台機體的裝備都非常先進，但METEOR可以使他們變成一個機動要塞。其武裝包括高能量收束火線炮，大型光束劍和位於機體各個部位的77管飛彈發射管。其中高能量收束火線炮和飛彈是對付戰艦和機動戰士的有效武器，而大型光束劍則能輕易地將一艘戰艦切開。METEOR平時存放在專用支援戰艦永恆號的外壁（可作為永恆號的艦砲使用）。在戰爭後期，阿斯蘭和煌使用METEOR擊毀了射向布蘭度的核彈。雅金·杜威攻防戰中，阿斯蘭卸下METEOR以潛入並破壞創世紀，而煌的METEOR則被拉烏·魯·克魯澤的ZGMF-X13A 天意高達擊毀（流星本身是對據點及對艦戰鬥用的裝備，並不適合纏鬥，而面對能輕易從四面八方攻擊的天帝鋼彈更是淪為活靶）。
另外，METEOR也是另一札夫特機體——Verne 35A/MPFM Multipurpose Flight Module的基礎。
武裝名稱:
120cm 高能量收束火線炮×2
93.7cm 高能量收束火線炮×2
SS－N－2「鼬鼠式」對艦飛彈×77，左右兩個莢艙各有22枚，機動手臂上各12枚，尾部共9枚
MA-X200光束劍×2

### 战略武器
- 奥丁之雷（Gungnir）

一种大功率的电磁脉冲（EMP）发生器，可從太空空投，再由友軍MS定時引爆。
- 创世纪（GENESIS）

全名“核爆诱导型伽马射线发射器”（Gamma Emission by Nuclear Explosion Stimulate Inducing System＝GENESIS）。利用核分裂激发伽马射线的大型激光炮，札夫特的最终武器，威力足以完全毁灭地球联合军的月面基地和消灭地球上半数以上的生物。本体装备了幻象化粒子和相转移装甲，凭借自身的能量供给使得装备的相转移装甲（防御实弹专用）能够抵挡永恒号和草薙号两舰光束主炮和阳电子破城炮的轰击，惟能否抵擋核彈從外部攻擊並不明確（雅金·杜威攻防戰期間實際操控地球軍的藍宇宙盟主阿茲拉魯在目擊創世紀兩度攻擊後喪失理智，執意命令核攻擊部隊襲擊布蘭度，無視攻擊創世紀的建議）。
至於弱點方面，創世紀並不能連續發射，每次發射後相當於彈頭的第一次反射鏡及主體的鏡面都要花上一段長時間更換。由於創世紀威力太強大，基本上沒有反制方法，對抗的一方最多只能趁兩次發射之間的間隙派遣大量兵力進行總力戰試圖將之摧毀；而使用創世紀一方自然亦要在其周圍部署重兵抵擋，讓其能順利發射，這使得雅金·杜威攻防戰的戰鬥異常慘烈，地球軍及札夫特雙方戰力經此一役都幾乎消耗殆盡。
在雅金·杜威攻防戰終盤被阿斯蘭將正義鋼彈當成核彈自爆從內部炸毀。
- 创世纪α（GENESIS α）

创世纪的原型設計，在《SEED DESTINY ASTRAY》中登场，由廢物商公會所管理的設施。
和創世紀不同的是，其主要用途乃是將伽瑪射線打在船艦的鏡面帆上，從而達到行星間航行的推進系統，而非作為武器使用。
- 新·创世纪（NEO GENESIS）

创世纪的小型化版本，被固定在札夫特的宇宙机动要塞弥赛亚上。
最後隨彌賽亞墜毀在月球表面上。

## 歐普军

### 水面舰艇
- 闇淤加美神级

是歐普军所使用的一款全长150米的护卫舰。体型较小，是歐普军体量最小的一款船艦，因此无法装载MS，仅能在甲板停泊一架直升机，主要用来作为舰队的护卫舰和欧普本土的防卫舰来使用。武装则包括一门双管速射炮和四门25mm防空加特林机枪以及大量导弹发射器用于防空、对舰作战。舰名来源自日本神祇闇淤加美神。
- 闇御津羽号

《GUNDAM SEED DESTINY》PHASE-23达达尼尔海峡战役中登场。舰名来源自日本神祇闇御津羽神。
- 石拆号

《GUNDAM SEED DESTINY》PHASE-23达达尼尔海峡战役中登场。舰名来源自日本神祇石拆神。
- 神盾舰

是歐普开发的一种海上巡洋舰，这种巡洋舰在海上拥有超过50节的速度，全长200米，并且配备有非常丰富的武装，包括一门250mm速射炮、三门25mm防空机枪，还有18门反舰导弹发射器和防空导弹发射器，在反舰、反MS战中效果显著。同时，神盾舰还可作为小型航母使用，因為三体船结构使舰身拥有三个飞行甲板，可用作直升机和MS的起飞平台。
- 建御雷神级（Takemikazuchi）

全长370米的大型航空母舰，三体船结构。
舰名来源自日本神祇建御雷。
一號艦為歐普遠征軍旗艦，先後在達達尼爾和克里特與智慧女神號交戰，最後被脈衝鋼彈擊沉，艦長戶高上校壯烈犧牲。

### 宇宙舰艇
- 出云级

全长290米的宇宙战舰。是歐普联合首长国的半国营企业曙光社开发的一款以MS运用为前提的宇宙战舰，同时也是大天使级的原型舰。出云级最初对外宣称为运输舰，拥有单独进出大气圈的优秀航行能力，其最大特色是可以分离为三个独立的舰体构造，分为舰艏的线性弹射器部分（含上下兩門光束砲「戈德菲」）、中央舰桥舰体部分和后方推进器部分（含左右舷側陽電子砲「羅安格林」），分离式结构能够削减大气圈内移动的资源消耗，并且能够将分离后的部分舰体滞留于卫星轨道上，仅在战斗时进行快速组装。歐普便是利用这一特性，将中央舰体当做往来于歐普本土和“海利歐波里斯”之间的联络艇。
由于是以MS运用为开发目的的战舰，出云级的MS甲板空间非常大，最多能够搭载14架MS，甚至拥有在战舰内部组装MS的能力。武装方面，出云级与大天使级类似，包括两门Mk-71「戈特弗里德」225cm二联装高能源光束炮和四门「罗安格林」阳电子破城炮，此外还配备了12门「豪猪阵」（Helldart）75mm多槍管自動近接防禦機關炮和數目未明的反艦導彈發射器、防空導彈發射台。
- 出云号

出云级首舰。舰名来自日本令制国出雲國。
- 草薙号

出云级2号舰。舰名来自日本神话中的三神器草薙剑
- 素戔嗚尊号
- 月讀号

舰名来源自日本神祇月读。

## 火星居民
- 阿西达利亚号（Acidalia[6]）

《机动战士GUNDAM SEED C.E.73 Δ ASTRAY》中登场的阿西达利亚级首舰。火星居民所属的行星间航行用宇宙船。
舰名来源自阿西达利亚平原。

## 羅盤
- 千禧年號

於劇場版出現，由P.L.A.N.T.、欧普以及地球联合当中的反蓝宇宙同盟以第二次大战期间的札夫特主力战舰智慧女神号为蓝本共同开发出来的新战舰，在札夫特内部登记为智慧女神级2号舰，其外观与内部设计与智慧女神号几乎相同，舰长为阿列克谢·近江，副舰长为和通讯管制员分别为原智慧女神号的亚瑟·托莱恩和阿比·温莎。
主要武裝大多沿襲自前身智慧女神號，但其裝配的陽電子主砲「唐懷瑟」追加了散射能力，另外還有追加無人機、膠狀陽電子防護塗層、具備發熱構造的艦艏撞角等

## 基金國

### 船艦
- BCI-183 古尔韦格号（BCI-183 Gullveig）

基金國的總旗艦，體型遠比千年號更為龐大，搭載12門陽電子砲。名称来自北欧神话中的女妖。
本艦最後遭到千年號以發熱艦艏撞角命中艦艏，宣告擊毀。
- 級（Baldr-class）

基金國的量產型宇宙戰艦，搭載3門陽電子砲。名称来自北欧神话中的神明。

### 戰略武器
- 镇魂曲（Requiem）

在基金國奪取安魂曲發射站之前，先後曾為地球軍、札夫特所有。
基金國以黑騎士中隊策動了核彈騷動後，領導階層就棄守遭到核彈攻擊的地球據點、轉移陣地到安魂曲發射站。
在劇場版中加入了安魂曲發射情況的描述，射線中的強烈能量波會較雷射射線更早擊中目標，其範圍內無合適防護的一切生物都會被瞬間燒死。
基金國接收鎮魂曲後將光束偏轉系統大幅度改良，使之變得更小型化並加上海市蜃樓系統，且可在發射前一刻方由部署艦部署，令敵方難以再透過攻擊並摧毀中繼點的方式阻礙發射。然而，經此改良後鎮魂曲的炮擊仍須先經炮口正上方的第一中繼點進行第一次偏轉，故若能在其發射前一刻發現第一中繼點並將之摧毀，則仍有機會阻礙發射。
基金國為強迫地球諸國實踐其支配的命運計畫，先使用安魂曲摧毀歐亞聯邦首都莫斯科殺雞儆猴，並作勢瞄準歐普。
基金國在瞄準歐普準備發射第一炮時，基金國女王奧拉受到基拉挑釁而強行命令改為射向正在出航的千禧年號，但被千禧年號避開；到第二炮發射的一刻，第一中繼點被曉鋼彈發現並摧毀、光束則被曉鋼彈以自身檔下；兩次攻擊歐普失敗後，基金國就開始用安魂曲的光束重創羅盤盟友艦隊。
基金國在最後一次嘗試以安魂曲攻擊歐普，光束充能完畢之前，發射站遭到命運鋼彈二型潛入摧毀，結束戰爭。

## 其他
- 齐奥尔科夫斯基号

《SEED》中登场的木星考察船。由乔治·格伦设计并驾驶。舰名来源自苏联火箭专家康斯坦丁·齐奥尔科夫斯基。外形酷似《Z高达》中木星舰队运输舰JUPITRIS号。
- 动力装载机（Power Loader）

《SEED》第1话中用来搬运物资。《SEED》第28话中曙光社也有配备。
- 航天飞机（Space Shuttle[5][6]）

DSSD所属航天器，《Stargazer》第1集中使用它将观星者高达送上宇宙。
- 维纳斯号（Venus）

《机动战士GUNDAM SEED ASTRAY 天空的皇女》中登场的阿西达利亚级2号舰。

### 引用
1. ↑  . .   [2024-01-14] （中文（中国大陆））.
2. ↑  『機動戦士ガンダムSEED DESTINY オフィシャルファイル フェイズ01』講談社  2005年7月、22頁。(ISBN 978-4063671551)
3. 1 2  ASCII 2010，第46頁.
4. ↑  ASCII 2015，第67頁.
5. 1 2 3  ASCII 2010，第47頁.
6. 1 2 3  ASCII 2015，第72頁.
7. 1 2 3 4  《Destiny》PHASE-12“血染的大海”中巴特·海姆操纵的屏幕中显示
8. ↑  ASCII 2010，第39頁.
9. 1 2  ASCII 2015，第57頁.
10. 1 2  讲谈社 2005，第20頁.
11. ↑  ASCII 2015，第68頁.
12. 1 2  《SEED》PHASE-01“虚伪的和平”屏幕中显示
13. 1 2 3  ASCII 2015，第61頁.
14. ↑  ASCII 2010，第40頁.
15. 1 2  ASCII 2015，第60頁.
16. ↑  ASCII 2010，第44頁.
17. ↑  ASCII 2010，第43頁.
18. ↑  ASCII 2015，第64頁.
19. ↑  ASCII 2010，第41頁.
20. ↑  ASCII 2010，第45頁.
21. ↑  ASCII 2015，第66頁.

### 书目
- . 日本: 讲谈社. 2005. ISBN 978-4-06-367153-7.
- . 日本: ASCII Media Works. 2010. ISBN 978-4-04-868681-5.
- . 日本: ASCII Media Works. 2015. ISBN 978-4-04-869313-4.